# Osaka slott
Osaka slott (japanska: 大阪城, Ōsaka-jō) är en fästning omgiven av vallgravar i Osaka i Japan. Slottet har anor från 1500-talet och är ett av landets mest berömda försvarsverk. Det restaurerade slottet är idag ett museum.
Osaka slott uppfördes år 1583–1597 på order av Toyotomi Hideyoshi och ärvdes av hans son Toyotomi Hideyori. Fästningen anfölls år 1614 av shogun Tokugawa Ieyasu som hade vunnit slaget vid  Sekigahara år 1600 och bildat regering i Edo, dagens Tokyo. Toyotomi Hideyori slog tillbaka anfallet, men förlorade den svårt skadade fästningen till Tokugawa Ieyasu år 1615 efter ett nytt anfall.
Fästningen övertogs av Tokugawa Hidetada som byggde upp slottet på nytt. År 1660 och 1665 brann delar av det ner efter att ha träffats  av blixten och i samband med Meijirestaurationen på 1800-talet drabbades slottet åter av brand. Huvudbyggnaden restaurerades under slutet av 1920-talet. 
Fästningen användes senare som militärförläggning och förstördes av amerikanskt bombflyg år 1945.
Slottet renoverades år 1997 och  dess exteriör återfördes till Edo-perioden. Den ursprungliga byggnaden var av trä och sten, men det renoverade slottet är byggt i betong. Det enda som är kvar av den ursprungliga fästningen är försvarsmurarna och vallgraven.